# Jhan Paul Mejía
Jhan Paul Mejía (Palmira, 15 giugno 1994) è un cestista colombiano.

## Carriera
Con la Colombia ha disputato i Campionati americani del 2017.